# Crataegus integra
Crataegus integra är en rosväxtart som beskrevs av Chauncey Delos Beadle. Crataegus integra ingår i Hagtornssläktet som ingår i familjen rosväxter. Inga underarter finns listade i Catalogue of Life.